# Lithostege ignorata
Lithostege ignorata là một loài bướm đêm trong họ Geometridae.